# Parc Merveilleux
Koordinaten: 49° 30′ 41″ N, 6° 8′ 15″ O
Der Parc Merveilleux, oft auch Märchenpark Bettemburg, ist ein Tier- und Freizeitpark in der Gemeinde Bettemburg im Kanton Esch an der Alzette und der einzige Zoo im Großherzogtum Luxemburg.

## Geschichte
Der Park wurde am 17. Juli 1956 eröffnet. Er hat eine Fläche von etwa 25 Hektar und ist jährlich von Frühjahr bis Herbst geöffnet. Der Tierpark umfasst rund 200 Arten mit etwa 3600 Tieren aus fünf Kontinenten. Die weiteren Attraktionen richten sich insbesondere an Kinder und Familien: neben Fahrgeschäften wie etwa Karussells oder einer Parkeisenbahn für Kinder ist das Hauptthema des Parks die Märchenwelt. Verschiedene Märchenszenen werden im Park durch sich bewegende Figuren nachgestellt und in mehreren Sprachen erzählt. Zahlreiche Abenteuerspielplätze, teils ebenfalls in der Märchenthematik, sowie eine Minigolfbahn gehören ebenfalls zum Park.
2017 wurden insgesamt ca. 240.000 Besucher gezählt. 90 % der Besucher kamen zu gleichen Teilen aus Luxemburg, Frankreich und Deutschland, die übrigen 10 % setzten sich aus Besuchern aus Belgien und den Niederlanden zusammen.